# جيولا لورانت
جيولا لورانت (بالمجرية: Lóránt Gyula) (مواليد 6 فبراير 1923) هو لاعب كرة قدم. يلعب مع منتخب المجر لكرة القدم. سبق له أن لعب في كأس العالم لكرة القدم مع منتخب بلاده.

## روابط خارجية
- جيولا لورانت على موقع الاتحاد الدولي (مؤرشف)  (الإنجليزية)
- جيولا لورانت على موقع قاعدة بيانات كرة القدم.إي يو (الإنجليزية)
- جيولا لورانت على موقع ناشيونال فوتبول تيمز (الإنجليزية)
- جيولا لورانت على موقع عالم كرة القدم.نت (الإنجليزية)
- جيولا لورانت على موقع أوليمبيديا (الإنجليزية)